# A Hit Is a Hit
A Hit Is a Hit is de tiende aflevering van de HBO-serie The Sopranos. De aflevering werd geschreven door Joe Bosso en Frank Renzulli. De regie was in handen van Matthew Penn.

## Gastrollen
- Jerry Adler als Hesh Rabkin
- Nick Fowler als Richie Santini
- Bryan Hicks als Orange J
- Oksana Lada als Irina
- Robert LuPone als Dr. Bruce Cusamano
- Saundra Santiago als Jeannie Cusamano
- Bokeem Woodbine als Massive Genius

## Samenvatting
Paulie Walnuts, Christopher Moltisanti en Big Pussy treden verkleed als koelkastinstallateurs een hotelkamer binnen en liquideren hier een drugsdealer als waarschuwing richting de criminele organisatie van de dealer. De rijkelijke buit wordt in de koelkastdoos gegooid. Na deze slag oppert Tony dat het geld “legaal” moet worden gebruikt, bijvoorbeeld door het te investeren in een Primaire emissie.
Tony schenkt zijn buurman Dr. Bruce Cusamano  een doos illegale Cubaanse sigaren als bedankje omdat hij Tony heeft doorverwezen naar Dr. Melfi. Cusamano inviteert hem hierop voor een potje golf bij de “echte” golfclub. Na een beetje twijfel besluit Tony toch op het bod in te gaan. Tijdens een barbecue met Cusamano en een aantal golfvrienden in zijn tuin probeert Tony goede aandelentips te ontfutselen, waarna een beetje lacherig over Tony wordt gedaan. Carmela krijgt echter wél aandelentips los bij de dames van de “golfvrienden”. Hiermee wil ze wat financiële zekerheid scheppen voor het gezin.  Het aandeel van het desbetreffende bedrijf blijkt zich snel te delen voor 3-tot-1, wat Carmela een plezier doet. 
Tony krijgt echter snel spijt dat hij is ingegaan op het golfaanbod van Cusamano. Cusamano’s vrienden zijn alleen uit op Tony’s maffiaverhalen. Zo vragen ze hem of hij wel eens John Gotti heeft ontmoet. Tony vertelt hierop een verhaal dat hij ooit eens tegen Gotti opbood voor een laatste ijscowagen van een failliet bedrijf. Gotti won, waarna hij met Tony in de ijscowagen een ritje zou hebben gemaakt en Gotti de hele tijd aan de bel trok tijdens de reis. Tony bespreekt het golfpartijtje met Dr. Melfi. Hij voelde zich hetzelfde als een vroeger buurtgenootje genaamd Jimmy, die een hazenlip had. Jimmy zou ook constant worden uitgebuit. Tony neemt hierop aardig bedoeld wraak op Cusamano. Hij vult een pakketje met zand, waarna hij het naar Cusamano brengt “om het een paar maanden te verstoppen”. Dit moment refereert aan een scène uit The Godfather II waarin Vito Corleone aan zijn buurman een pakketje met een pistool erin geeft om het voor de politie te verstoppen. Cusamano en zijn vrouw zijn hierna een aantal uurtjes verstomd. 
Christopher gaat met zijn vriendin Adriana La Cerva naar het theater in New York. Wachtende in een rij bij een fastfoodrestaurant maakt Christopher een racistische opmerking naar een andere wachtende klant. Dit valt op bij rapper Massive Genius, die ook aanwezig is in het restaurant. Als het op een potje slaag lijkt aan te komen, vertelt een agent in burger aan Massives vriend Orange J dat Christopher bij de Soprano-crew hoort. Massive G laat zijn consorte Christopher en Adriana uitnodigen voor een feest bij hem thuis. Adriana ziet het wel zitten, omdat zij Massive G’s werk waardeert. Bij het feestje bewondert Christopher Massive G’s wapencollectie terwijl hij en Massive G een zakelijke bespreking hebben. Massive G lijkt meer op Adriana uit te zijn. Na deze ontmoeting wil Adriana opeens muziekproducer worden, waarmee Christopher uiteindelijk toestemt omdat Adriana blijkbaar ervaring met muziek heeft. Haar ex-vriend Richie Santini is zanger van een band genaamd “Visiting Day”. Hierop besluit Christopher in deze band te investeren en laat ze een demo opnemen. 
Richie blijkt problemen met drugs te hebben en is ook niet geheel hersteld van een ongeluk. De band is bezig met, - naar eigen zeggen-, een gevoelig nummer op te nemen. De opname verloopt stroef waarop Christopher in een ruzie belandt met Richie. Christopher ziet dat de investering in de band nou niet bepaald een goede was, waarna hij met tegenwerkende kracht een gitaar op Richie kapot slaat. Christopher neemt de opname mee naar Hesh Rabkin, wie ook niet te spreken is over de band. Massive G blijkt dit echter wel, hoewel Christopher zo onderhand wel doorheeft dat Massive G alleen maar erop uit is om Adriana’s broek naar beneden te doen. Adriana stormt hierop boos hun appartement uit. 
Massive G wil dat Christopher een gesprek met Hesh regelt. Hesh blijkt de vroegere producer te zijn geweest van een overleden artiest uit Massive G’s familie. Massive G wil hierop $400 000 zien van Hesh. Hesh gaat hier niet op in, waarna Massive G zegt er een rechtszaak van te maken. Hesh zegt hierop dat hij Massive G dán zal aanklagen omdat deze zonder toestemming van hem een nummer dat in zijn bezit is heeft gesampled voor zijn platenlabel.

## Eerste verschijningen
- Dr. Bruce Cusamano: Buurman van Tony en tevens kennis van Dr. Melfi.
- Jean Cusamano: Vrouw van Dr. Cusamano en vriend van de Sopranofamilie.

## Overleden
- Gallegos, ook gekend als “Juan Valdez”: schot in het voorhoofd, geliquideerd door Paulie Walnuts.

## Titelverklaring
- Hoewel eerder te verwachten is dat de titel betrekking heeft op een te plannen liquidatie, is "A Hit Is a Hit" een quote uit de aflevering. Hesh sprak deze woorden toen hij met Christopher discussieerde over Visiting Day's demo. De in zekere zin misleidende titel wordt ook weerspiegeld wanneer Hesh' confrontatie met Massive G niet op geweld uitdraait.

## Muziek
- Het lied gezongen tegen de aftiteling aan welke Hesh hoort en tegen Christopher zegt "Now that is a hit" is, Nobody Loves Me But You van Dori Hartley.